# Élections au Parlement de Navarre de 2023
Les élections au Parlement de Navarre de 2023 (en espagnol : elecciones al Parlamento de Navarra de 2023) se tiennent le dimanche 28 mai 2023, afin d'élire les 50 députés de la XIe législature du Parlement de Navarre pour un mandat de quatre ans.

## Mode de scrutin
Le Parlement de Navarre (Parlamento de Navarra) est une assemblée parlementaire monocamérale constituée de 50 députés (diputados), élus pour une législature de quatre ans au suffrage universel direct selon les règles du scrutin proportionnel d'Hondt par l'ensemble des personnes résidant dans la communauté autonome où résidant momentanément à l'extérieur de celle-ci, si elles en font la demande.

### Convocation du scrutin
Conformément à l'article 15 du statut d'autonomie de la Navarre, le Parlement est élu pour un mandat de quatre ans. L'article 18 de la loi électorale navarraise du 17 novembre 1986 précise que les élections sont convoquées par le président de la communauté forale de Navarre au moyen d'un décret publié le vingt-quatrième jour précédant la fin de la législature,.

### Nombre de députés
Puisque l'article 15 du statut d'autonomie prévoit que le nombre de députés « ne sera pas inférieur à 40 ni supérieur à 60 », l'article 1er de la loi électorale dispose que le nombre de parlementaires est fixé à 50, l'article 9 précisant que le territoire de la communauté autonome forme une circonscription unique.

### Présentation des candidatures
Peuvent présenter des candidatures, : 
- les partis ou fédérations politiques enregistrées auprès du registre des associations politiques du ministère de l'Intérieur ;
- les coalitions électorales de ces mêmes partis ou fédérations dûment constituées et inscrites auprès de la commission électorale au plus tard 15 jours après la convocation du scrutin ;
- et les électeurs de la circonscription, s'ils représentent au moins 1 % des inscrits.

### Répartition des sièges
Seules les listes ayant recueilli au moins 3 % des suffrages valides — qui correspondent au total des suffrages exprimés et des votes blancs — dans la circonscription peuvent participer à la répartition des sièges à pourvoir dans cette même circonscription, qui s'organise en suivant différentes étapes : 
- les listes sont classées en une colonne par ordre décroissant du nombre de suffrages obtenus ;
- les suffrages de chaque liste sont divisés par 1, 2, 3... jusqu'au nombre de députés à élire afin de former un tableau ;
- les mandats sont attribués selon l'ordre décroissant des quotients ainsi obtenus[8],[9],[10].

Lorsque deux listes obtiennent un même quotient, le siège est attribué à celle qui a le plus grand nombre total de voix ; lorsque deux candidatures ont exactement le même nombre total de voix, l'égalité est résolue par tirage au sort et les suivantes de manière alternative.

## Campagne

### Principales forces politiques
| Force politique | Force politique                                                          | Force politique                             | Idéologie                                                                       | Chef de file               | Résultats en 2019          |
| --------------- | ------------------------------------------------------------------------ | ------------------------------------------- | ------------------------------------------------------------------------------- | -------------------------- | -------------------------- |
|                 | Union du peuple navarrais (es) Unión del Pueblo Navarro                  | UPN                                         | Centre droit Libéral-conservatisme, démocratie chrétienne, foralisme            | José Javier Esparza        | En coalition 15 députés    |
|                 | Parti socialiste de Navarre-PSOE (es) Partido Socialista de Navarra-PSOE | PSN-PSOE                                    | Centre gauche Social-démocratie, progressisme, régionalisme                     | María Chivite (Présidente) | 20,6 % des voix 11 députés |
|                 | Geroa Bai (fr) Oui au futur                                              | GB                                          | Centre gauche Progressisme, social-démocratie, nationalisme basque              | Uxue Barkos                | 17,3 % des voix 9 députés  |
|                 | Euskal Herria Bildu (fr) Réunir le Pays basque                           | EH Bildu                                    | Gauche abertzale Indépendantisme, souverainisme, socialisme démocratique        | Laura Aznal                | 14,5 % des voix 7 députés  |
|                 | Contigo Navarra (fr) Avec toi, (la) Navarre                              | Contigo Navarra (fr) Avec toi, (la) Navarre | Gauche Socialisme démocratique, populisme, républicanisme                       | Begoña Alfaro              | 8,2 % des voix 3 députés   |
|                 | Ciudadanos (fr) Citoyens                                                 | Cs                                          | Centre droit à droite Libéralisme, réformisme, unionisme                        | Carlos Pérez-Nievas        | En coalition 3 députés     |
|                 | Parti populaire (es) Partido Popular                                     | PP                                          | Centre droit à droite Libéral-conservatisme, démocratie chrétienne              | Javier García              | En coalition 2 députés     |
|                 | Vox                                                                      | Vox                                         | Droite radicale à extrême droite Néo-franquisme, centralisme, ultranationalisme | Maite Nosti                | 1,3 % des voix 0 député    |

### Sondages
| Date              | Institut       | NA+    | UPN    | PP     | Cs    | PSN    | GB     | EH Bildu | Podemos | I-E   | Contigo | VOX   |
| ----------------- | -------------- | ------ | ------ | ------ | ----- | ------ | ------ | -------- | ------- | ----- | ------- | ----- |
| Date              | Institut       |        |        |        |       |        |        |          |         |       |         |       |
| 29/04/2023        | Simple Lógica  |        | 21,8 % | 11,9 % | –     | 20,1 % | 15,6 % | 16,7 %   |         |       | 6,3 %   | 4,4 % |
| 27/03/2023        | GAD3           |        | 23,1 % | 11,9 % | 2,0 % | 18,9 % | 16,7 % | 15,1 %   |         |       | 6,6 %   | 3,3 % |
| 19/03/2023        | Aztiker        |        | 27,5 % | 7,1 %  | –     | 18,5 % | 16,0 % | 16,1 %   |         |       | 8,2 %   | 3,9 % |
| 19/03/2023        | Gizaker        |        | 26,4 % | 6,5 %  | –     | 21,2 % | 18,4 % | 17,0 %   |         |       | 6,6 %   | –     |
| 13/03/2023        | NC Report      |        | 28,8 % | 9,4 %  | –     | 15,1 % | 17,1 % | 14,2 %   |         |       | 8,3 %   | 3,1 % |
| 09/01/2023        | SigmaDos       |        | 31,9 % | 6,6 %  | 1,0 % | 17,4 % | 16,2 % | 15,1 %   | 2,9 %   | 4,5 % |         | 4,0 % |
| 01/06/2022        | Gizaker        | 32,1 % |        |        |       | 21,9 % | 15,0 % | 17,3 %   | 3,5 %   | 4,5 % |         | 3,9 % |
| 20/12/2021        | UPNA           | 34,5 % |        |        |       | 23,0 % | 13,1 % | 14,0 %   | 4,0 %   | 4,8 % |         | 1,5 % |
| 06/05/2021        | Inpactos       | 35,0 % |        |        |       | 23,0 % | 16,0 % | 13,0 %   | 6,0 %   | 3,0 % |         | 2,0 % |
| 29/03/2021        | SyM Consulting | 30,6 % |        |        |       | 20,9 % | 17,6 % | 15,0 %   | 2,7 %   | 3,2 % |         | 2,4 % |
| 21/12/2020        | UPNA           | 36,4 % |        |        |       | 22,6 % | 16,2 % | 13,9 %   | 4,0 %   | 3,1 % |         | 1,5 % |
| 05/06/2020        | SyM Consulting | 38,1 % |        |        |       | 19,7 % | 17,9 % | 14,7 %   | 3,5 %   | 2,4 % |         | 2,1 % |
| Élections de 2019 | 26/05/2019     | 36,6 % |        |        |       | 20,6 % | 17,3 % | 14,5 %   | 4,7 %   | 3,0 % |         | 1,3 % |

## Résultat

### Participation
| Taux de participation | En 2019 | En 2023 | Différence |
| --------------------- | ------- | ------- | ---------- |
| à 14 heures           | 40,25 % | 40,77 % | 0,52       |
| à 18 heures           | 56,17 % | 54,43 % | 1,74       |
| à 20 heures           | 72,18 % | 67,76 % | 4,42       |

### Voix et sièges
| Représentation du résultat sur un axe gauche-droite |                                             |         |       |      |        |               |
| Partis                                              | Partis                                      | Voix    | %     | +/−  | Sièges | +/−           |
|                                                     | Union du peuple navarrais (UPN)             | 92 392  | 28,00 | –    | 15     | en stagnation |
|                                                     | Parti socialiste de Navarre-PSOE (PSN-PSOE) | 68 247  | 20,68 | 0,05 | 11     | en stagnation |
|                                                     | Euskal Herria Bildu (EH Bildu)              | 56 535  | 17,13 | 2,59 | 9      | 2             |
|                                                     | Geroa Bai (GB)                              | 43 660  | 13,23 | 4,09 | 7      | 2             |
|                                                     | Parti populaire (PP)                        | 24 019  | 7,28  | –    | 3      | 1             |
|                                                     | Contigo Navarra                             | 20 095  | 6,09  | 2,12 | 3      | en stagnation |
|                                                     | Vox                                         | 14 197  | 4,30  | 2,99 | 2      | 2             |
|                                                     | Por un Mundo más Justo (PUM+J)              | 1 740   | 0,52  | Nv   | 0      | en stagnation |
|                                                     | Ciudadanos (Cs)                             | 1 273   | 0,38  | –    | 0      | 3             |
|                                                     | Eguzkilore                                  | 1 261   | 0,38  | Nv   | 0      | en stagnation |
|                                                     | Voluntad Foral (VF)                         | 582     | 0,17  | Nv   | 0      | en stagnation |
|                                                     | Blanc                                       | 5 860   | 1,77  | 0,99 |        |               |
|                                                     |                                             |         |       |      |        |               |
| Votes valides                                       | Votes valides                               | 329 861 | 98,61 |      |        |               |
| Votes nuls                                          | Votes nuls                                  | 4 632   | 1,38  |      |        |               |
| Total                                               | Total                                       | 334 493 | 100   | –    | 50     | en stagnation |
| Abstentions                                         | Abstentions                                 | 184 505 | 35,55 |      |        |               |
| Inscrits / Participation                            | Inscrits / Participation                    | 518 998 | 64,44 |      |        |               |